# Sachiko Kamo
Pour les articles homonymes, voir Kamo.
 (mai 2025).
Si vous disposez d'ouvrages ou d'articles de référence ou si vous connaissez des sites web de qualité traitant du thème abordé ici, merci de compléter l'article en donnant les références utiles à sa vérifiabilité et en les liant à la section « Notes et références ».
Sachiko Kamo (加茂 幸子, Kamo Sachiko) (née le 11 février 1926 à Tokyo – décédée le 28 octobre 2003) est une joueuse de tennis japonaise.
Elle est la première de son pays à s'être alignée en simple dans un tournoi du Grand Chelem, en 1952 aux Internationaux des États-Unis (battue 10-12, 4-6 au 1er tour par l'Américaine Julie Ann Sampson). Deux ans plus tard, elle atteint le 3e tour de l'épreuve, ainsi qu'à Wimbledon.
Elle s'est imposée huit fois en simple dames aux All Japan Tennis Championships, épreuve essentiellement réservée aux joueurs nationaux (1946-1951, 1953 et 1955).
Son frère cadet, Kōsei, s'est quant à lui imposé en double messieurs aux Internationaux des États-Unis en 1955, aux côtés d'Atsushi Miyagi. 

## Parcours en Grand Chelem (partiel)

### En simple dames
| Année | Championnat d'Australie | Championnat d'Australie | Internationaux de France | Internationaux de France | Wimbledon      | Wimbledon      | US National     | US National  |
| ----- | ----------------------- | ----------------------- | ------------------------ | ------------------------ | -------------- | -------------- | --------------- | ------------ |
| 1954  | -                       | -                       | -                        | -                        | 3e tour (1/16) | Nicla Migliori | -               | -            |
| 1956  | -                       | -                       | -                        | -                        | -              | -              | 1er tour (1/32) | Jenny Staley |
| 1957  | -                       | -                       | -                        | -                        | -              | -              | 2e tour (1/16)  | Mary Bevis   |

À droite du résultat, l’ultime adversaire.

### En double dames
| Année | Championnat d'Australie | Championnat d'Australie | Internationaux de France | Internationaux de France | Wimbledon                   | Wimbledon            | US National | US National |
| 1954  | -                       | -                       | -                        | -                        | 2e tour (1/16) A. Soisbault | Judy Burke H. Robson | -           | -           |

Sous le résultat, la partenaire ; à droite, l’ultime équipe adverse.